# خالد جلال
خالد جلال (انگلیسی: Khaled Jalal؛ زادهٔ ۵ آوریل ۱۹۹۱) بازیکن فوتبال اهل امارات متحده عربی است.